# تيجان كاراش
تيجان كاراش (بالتركية: Tijen Karaş)‏، من مواليد 28 يناير سنة 1975م في العاصمة التركية أنقرة، هي مذيعة أخبار تركية، تعمل في مؤسسة الإذاعة والتلفزيون التركية (تي آر تي 1)، اشتهرت بالعالم العربي والغربي بعد اذاعتها للبيان الذي اجبرها عليه القادة العسكريين الانقلابين والذين كانوا يتعاملون تحت اسم مجلس السلام التركي

## حياتها
تخرجت من جامعة حجة تبة بتخصص علم الاجتماع.